# Okręg wyborczy Penryn
Okręg wyborczy Penryn powstał w 1554 r. i wysyłał do angielskiej, a następnie brytyjskiej, Izby Gmin dwóch deputowanych. Okręg obejmował miasto Penryn w Kornwalii. Został zlikwidowany w 1832 r.

## Deputowani do brytyjskiej Izby Gmin z okręgu Penryn

### Deputowani w latach 1554-1660
- 1555: John Courtenay of Tremere
- 1584: William Killigrew
- 1597: Edward Jones
- 1601: Edward Seymour
- 1609–1611: William Maynard
- 1610–1611: Edward Conway
- 1614: William Killigrew
- 1614: Francis Crane
- 1624–1625: William Killigrew
- 1624–1625: Robert Killigrew
- 1625–1626: Edwin Sandys
- 1628–1629: William Killigrew
- 1640: Richard Vyvyan
- 1640–1642: Nicholas Slanning
- 1640–1648: John Bampfylde
- 1656–1659: John Fox
- 1659: Thomas Silly

### Deputowani w latach 1660–1832
- 1660–1661: Samuel Enys
- 1660–1661: James Robyns
- 1661–1673: William Pendarves
- 1661–1679: John Birch
- 1673–1679: Robert Southwell
- 1679–1679: Francis Trefusis
- 1679–1689: Nicholas Slanning
- 1679–1685: Charles Smythe
- 1685–1689: Henry Fanshawe
- 1689–1690: Anthony Rowe
- 1689–1698: Alexander Pendarves
- 1690–1690: Samuel Rolle
- 1690–1695: Sidney Godolphin
- 1695–1699: James Vernon
- 1698–1713: Samuel Trefusis
- 1699–1705: Alexander Pendarves
- 1705–1710: James Vernon
- 1710–1714: Alexander Pendarves
- 1713–1720: Hugh Boscawen
- 1714–1722: Samuel Trefusis
- 1720–1722: William Godolphin, wicehrabia Rialton
- 1722–1727: Sidney Meadows
- 1722–1734: Edward Vernon
- 1727–1734: Cecil Bishopp
- 1734–1741: Richard Mill
- 1734–1741: John Clavering
- 1741–1747: John Evelyn
- 1741–1743: Edward Vernon
- 1743–1761: George Boscawen
- 1747–1754: Henry Seymour Conway, wigowie
- 1754–1758: Richard Edgcumbe
- 1758–1761: John Plumptre
- 1761–1766: Edward Turner
- 1761–1768: George Brydges Rodney
- 1766–1770: Francis Basset
- 1768–1774: Hugh Pigot, wigowie
- 1770–1774: William Lemon
- 1774–1780: George Osborn
- 1774–1780: William Chaytor
- 1780–1796: Francis Basset
- 1780–1782: John Rogers
- 1782–1784: Reginald Pole-Carew
- 1784–1790: John St Aubyn
- 1790–1796: Richard Glover
- 1796–1802: Thomas Wallace
- 1796–1802: William Meeke
- 1802–1806: Stephen Lushington
- 1802–1806: John Nicholl
- 1806–1824: Henry Swann
- 1806–1807: Christopher Hawkins
- 1807–1807: John Bettesworth-Trevanion
- 1807–1812: Charles Lemon
- 1812–1818: Philip Gell
- 1818–1820: Christopher Hawkins
- 1820–1826: Pascoe Grenfell
- 1824–1826: Robert Stanton
- 1826–1830: David Barclay
- 1826–1830: William Manning
- 1830–1831: Charles Lemon
- 1830–1832: James William Freshfield, torysi
- 1831–1832: Charles Stewart